# Pakandangan
Pakandangan is een bestuurslaag in het regentschap Padang Pariaman van de provincie West-Sumatra, Indonesië. Pakandangan telt 5041 inwoners (volkstelling 2010).